# La Semaine sainte (film, 1995)
Pour plus de détails, voir Fiche technique et Distribution.
La Semaine sainte (Wielki tydzień) est un film polonais, allemand et français réalisé par Andrzej Wajda, sorti en 1995. 
Adaptation du roman du même nom écrit par Jerzy Andrzejewski, le film est présenté en sélection officielle à la Berlinale 1996 où Andrzej Wajda remporte un Ours d'argent spécial pour sa contribution au cinéma.

## Fiche technique
- Titre original : Wielki tydzień
- Titre français : La Semaine sainte
- Réalisation : Andrzej Wajda
- Scénario : Andrzej Wajda d'après Jerzy Andrzejewski
- Pays d'origine : Pologne, Allemagne, France
- Format : Couleurs - 35 mm - Stéréo
- Genre : drame, guerre
- Durée : 97 minutes
- Date de sortie : 1995

## Distribution
- Beata Fudalej : Irena Lilien
- Wojciech Malajkat : Jan Malecki
- Magdalena Warzecha : Anna Malecka
- Bożena Dykiel : Madame Piotrowska
- Cezary Pazura : Piotrowski
- Wojciech Pszoniak : Zamojski
- Agnieszka Kotulanka : Karska
- Artur Barciś : Zaleski
- Krzysztof Stroiński : Osipowicz
- Michal Pawlicki : le père d'Irena
- Maria Seweryn : Marta
- Tomasz Preniasz-Struś : Wladek

## Distinctions
- 1996 : Ours d'argent spécial à Andrzej Wajda pour sa contribution au cinéma.